# Žrnovo

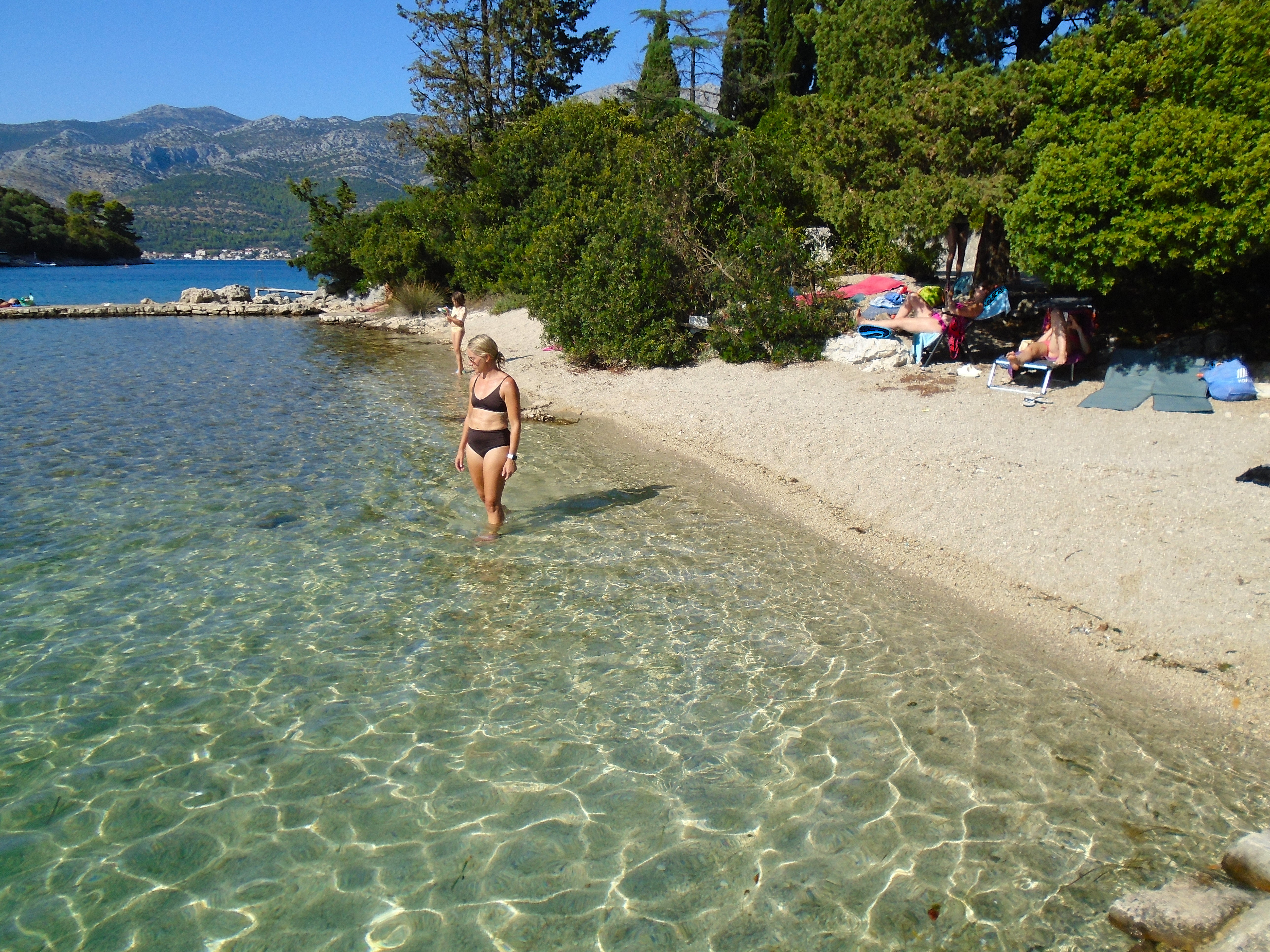
Der Strand Žrnovo

Žrnovo ist ein Dorf auf der kroatischen Insel Korčula, einer Insel in der Adria vor der Küste Süddalmatiens. Der Ort liegt 2 km südwestlich von Korčula in der Gespanschaft Dubrovnik-Neretva in der Region Süddalmatien.

## Kultur
Wie andere Inselstädte pflegt Žrnovo eine Folkloretradition.
Das wichtigste ist „Moštra“, ein Tanz „der Farben“ mit Schwertern, begleitet von „mišnjica“ (Blasebalg) und „Tamburla“ (große Trommel). Mit der Aufführung von Mostra wurde bis 1966 der traditionelle Brauch, einen Ochsen zu opfern, beibehalten, der wahrscheinlich seinen Ursprung in den minoischen mediterranen Bullen- und Mithraismuskulten hat. Die kulturelle und künstlerische Gesellschaft „Mišnjice“ ist an diesem Ort tätig, der dramatischen Amateurismus und Folklore fördert, und „Bratska sloga“ befasst sich hauptsächlich mit lokalen Traditionen und Folklore. In Žrnovo wurden auch zeitgenössische kroatische Künstler, Maler und Bildhauer (Radoslav Duhović, Bildhauer, Nikola Skokandić, Grafiker, Ante Radovanović, Frano Cebalo, Abel Brčić, Maler) geboren. Es gibt auch eine sehr aktive Karnevalsgesellschaft „Vilani“ in Žrnovo, die während der Maskerade Tänze und Versammlungen organisiert. Anfang August wird die traditionelle „Makarunada“ organisiert. Es ist ein Dorffest, bei dem die Bräuche des Dorfes mit einer Verkostung der berühmten Žrnovo-Makkaroni, hausgemachten Nudelgerichten und Fleischrindfleischsauce gefördert werden. Die Veranstaltung hat einen humanitären und unterhaltsamen Charakter.

## Söhne und Töchter
- Petar Šegedin (1909–1998), ein kroatischer Schriftsteller

Koordinaten: 42° 57′ N, 17° 7′ O